# GNU Free Documentation License
GNU Free Documentation License (ліцензія вільної документації GNU), або просто GNU FDL (GFDL) — копілефт-ліцензія, яку розробив Фонд вільного програмного забезпечення як доповнення до GNU GPL, популярної ліцензії для вільного ПЗ.
GNU FDL призначена для керівництв, підручників й іншої документації, що зазвичай супроводжує комп'ютерні програми. Попри це, ліцензію GFDL можна використати для будь-яких текстів довільної тематики. Бувши, як і GPL, заснованою на концепції копілефта, GNU FDL вимагає, щоб будь-які копії захищеного нею тексту (зокрема й модифіковані) поширювалися на тих самих умовах.
Найбільший проєкт, що використовував GNU FDL як основну ліцензію, — Вікіпедія.